# 革命的劳动者协会（社会党社青同解放派）

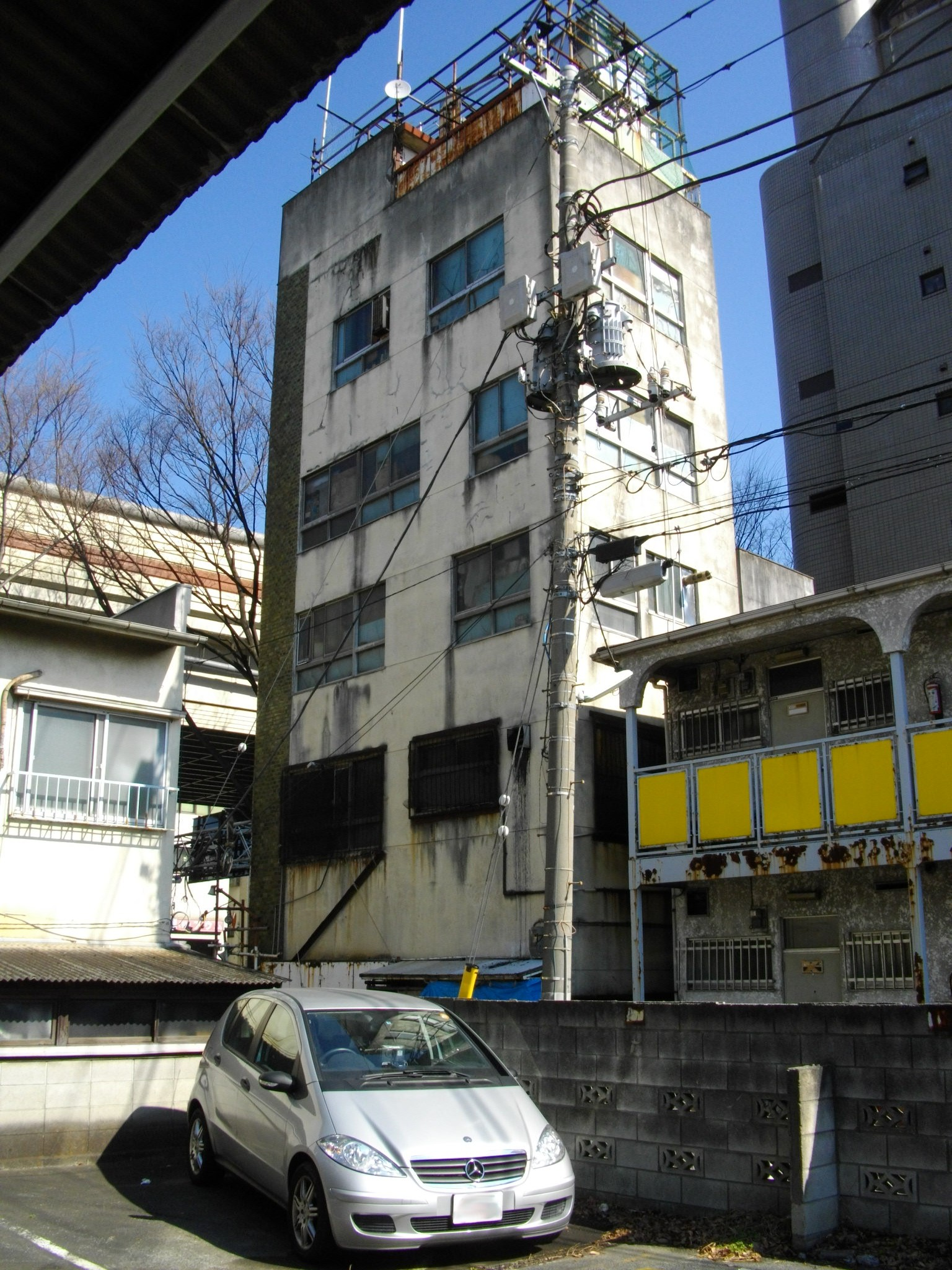
革命的劳动者协会（社会党社青同解放派）的公开据点：现代社

革命的劳动者协会（社会党社青同解放派）（日语：／），简称革劳协，通称革劳协主流派、狭间派（得名于该组织的领导人狭間嘉明）、现代社派（得名于该组织的公开据点“现代社”），是日本的一个新左翼党派，属于社青同系。

## 历史
1981年，社青同解放派分裂为“主流派”和“非主流派”（又称劳对派、解放派全协），主流派的正式名称为“革命的劳动者协会（社会党社青同解放派）”。进入1980年代后，主流派再次分裂出“革劳协反主流派”（又称赤砦社派、木元派、山茂派），双方之间展开了激烈的内部斗争。
该组织的领导人包括千木良信夫。其机关报为《解放》（每月出版两次）。公开据点设于现代社（东京都杉并区下高井户1-34-9）。警察白书称其为“极左暴力集团”，而媒体则称其为“过激派”。

## 思想
该组织秉承了1977年在“革劳协书记长内暴力杀人事件”中被革马派杀害的社青同解放派领导人中原一的思想。
中原一在他的论文中将社青同解放派的基本思想定位于1961年的《解放No.6》（批判列宁主义（灌输论）、复兴马克思主义、无产阶级世界革命），并将思想分为以下几类：支配阶级（有产阶级）所持的“资产阶级思想”、没落的有产阶级试图站在工人阶级一边以抹杀共产主义革命的“中间主义”（如斯大林主义、托洛茨基主义等），以及无产阶级的反叛，即“共产主义”。他主张应通过革命马克思主义推进世界革命，还认为日本帝国主义已经在日本复活，日本共产党是右翼机会主义、大众追随主义，革马派、中核派、共産主義者同盟等派是“中间主义”，并提出“夺回共产主义的旗帜”和“世界革命”的主张。
2002年，该组织的机关报《解放》对木本派的“纲领·规约”进行批评，指责其美化斯大林主义，是典型的小资产阶级思想、反革命等。